# الدوري الليبيري الممتاز 2018
الدوري الليبيري الممتاز 2018 هو موسم من الدوري الليبيري الممتاز. أشرف على تنظيمه اتحاد ليبيريا لكرة القدم، وكان عدد الأندية المشاركة فيه 12، وفاز فيه نادي باراك يانغ كونترولرز.